# Ramón Serrano Suñer
Ramón Serrano Suñer (Cartagena, Múrcia, 12 de setembre del 1901 - Madrid 1 de setembre del 2003) fou un advocat i polític català, sis vegades nomenat ministre pel govern franquista. Per tal d'emmascarar el seu origen català usava la forma Súñer per al seu segon cognom. Fill de Josep Serrano Lloveres i de Carme Suñer Font de Mora. La família paterna era originària de Tivissa (la Ribera d'Ebre) i la materna de Gandesa (la Terra Alta). Ramón Serrano es va casar amb Ramona «Zita» Polo, germana de Carmen Polo, dona de Francisco Franco i va tenir-hi 6 fills. Se li atribueix també una filla nascuda fora del matrimoni. El dia 1 d'octubre de 1936 una junta de generals revoltats va escollir Francisco Franco com a generalísimo dels exèrcits de terra, mar i aire i a Serrano Suñer, per analogia, se'l va anomenar com el cuñadísimo, tot i que de fet era concunyat de Franco, és a dir, cunyat de Carmen Polo, la dona del dictador. L'any 1904 la seva família se'n va a residir a Castelló de la Plana, seguint el pare que era enginyer. Un temps més tard van a Cartagena (Múrcia), on va néixer Ramón Serrano Suñer. El 1919 es trasllada a Madrid on inicia la carrera de dret i obté la llicenciatura, amb premi extraordinari, quatre anys més tard. L'any següent aprova les oposicions d'advocat de l'Estat i obté plaça a Saragossa. Precisament és en aquesta ciutat on coneix Ramona Polo, coneguda a la família Polo amb el diminutiu de «Ramoncita» o «Zita», amb qui es va casar el 1931. Els padrins de l'enllaç van ser per part del nuvi, José Antonio Primo de Rivera i per part de la núvia, Francisco Franco Bahamonde.

## Inici de l'activitat política
L'any de la proclamació de la segona república es presenta a candidat a diputat per "Cortes" per la Unión de Derechas, sense obtenir l'acta de diputat. Dos anys més tard assisteix a Madrid, en representació del partit esmentat al congrés constitutiu de la CEDA (Confederación Española de Derechas Autónomas), liderada per José María Gil Robles. Al novembre surt elegit diputat per Saragossa. L'any 1936, el de l'inici de la Guerra Civil, organitza una trobada a casa seva entre Franco i José Antonio Primo de Rivera, líder de la Falange, sense que en la reunió hi hagués cap acord entre el militar i el falangista.

## Guerra civil
L'inici de la Guerra Civil el sorprèn a Madrid. A causa de la seva militància en un partit de dretes i al parentiu amb el general Franco, en aquells moments un més entre els revoltats, s'ha d'amagar junt amb la seva dona i dos fills en una pensió. Després s'amagarà a casa d'un exministre republicà, fins que és detingut i portat a la presó Modelo de Madrid on sobreviurà a l'assalt dels dies 22 i 23 d'agost. Aconseguirà ser internat en una clínica, des d'on escaparà disfressat de dona, amb l'ajuda del doctor Gregorio Marañón. Passa a la zona nacional després d'embarcar al port d'Alacant, en un vaixell que el porta a Marsella. Quan arriba a Salamanca el febrer de 1937 s'assabenta de la mort dels seus germans José i Fernando. A partir d'aquell moment inicia la seva activitat per organitzar l'administració central de l'Estat nacional. És autor també del decret d'unificació de les diferents forces franquistes: falangistes, carlistes, requetès, etc.
L'any següent promou la llei de premsa i és nomenat ministre de l'Interior en el primer govern del general Franco. Més tard, quan les competències d'ordre públic siguin incorporades a Interior, el departament passarà a denominar-se de governació. Se'l considera un dels fundadors de l'agència de notícies EFE, que va començar la seva activitat amb aquest nom el 3 d'abril del 1939. Serrano, preguntat sobre si efe significava Franco, va afirmar que s'havia batejat així a l'agència en honor de la Falange. El dia 1 de juny de 1939 viatja a Roma, acompanyant els suposats voluntaris italians que han lluitat al costat de Franco. A la capital italiana manté entrevistes amb el rei Victor Manuel III, Benito Mussolini, el Papa Pius XII i el rei exiliat Alfonso XIII. És nomenat president de la Junta Política de Falange Española Tradicionalista y de las JONS.

## Segona guerra mundial
El 13 de setembre de 1940 viatja a Berlín i s'entrevista amb Hitler. El 16 d'octubre és nomenat ministre d'afers exteriors i una setmana més tard assisteix a Hendaia a l'entrevista entre Franco i Hitler. Gairebé un mes més tard s'entrevistarà amb Ribbentrop i Hitler a Berchtesgaden. L'any 1941 es considera el de l'inici del seu declivi polític, perquè Franco dona entrada a 2 persones contràries a la seva línia política: Arrese a la secretaria general del Movimiento i Galarza a governació. El 24 de juny quan Alemanya envaeix la Unió Soviètica, Serrano surt al balcó de la secretaria general del Movimiento i crida: "¡Rusia es culpable!" a la massa d'entusiàstics falangistes, congregats al lloc. Se'l considera un dels promotors de la División Azul, formada per voluntaris que van anar a lluitar a l'URSS, integrada com a divisió número 250 de l'exèrcit alemany. Els membres de la División Azul van jurar obediència personal a Hitler. Un cop finalitzada la II Guerra Mundial, escriu una carta a Franco, junt amb altres persones, on li demana que formi un govern d'unitat nacional, presidit per ell mateix, però amb ministres de diverses procedències. Entre els proposats hi ha Francesc Cambó de la Lliga, que havia donat suport econòmic a la causa franquista. Serrano demana també la reinstauració de la monarquia. Un any abans havia demanat l'alta al col·legi d'advocats de Madrid i es dedicarà a aquesta activitat durant la seva vida laboral. L'any 1967 va deixar l'únic càrrec que el vinculava al Moviment, el de procurador a les Corts franquistes.

## Un personatge polèmic
Finalitzada la Guerra Civil, Serrano Suñer, que havia nascut a Cartagena, es va negar a acceptar la proposta de les noves autoritats franquistes, de ser declarat fill predilecte i que bategessin un carrer de la ciutat murciana amb el seu nom. Serrano no volia que l'associessin a una ciutat que havia estat de les darreres a caure en poder de les tropes franquistes. També acabada la Guerra Civil va proposar retirar la capitalitat de l'Estat a Madrid, com a càstig a causa de la resistència ferotge que hi van trobar les tropes franquistes, en la seva ofensiva sobre la capital. Se'l va acusar d'haver ordenat la detenció per part de la Gestapo, del president de la Generalitat Lluís Companys i Jover. També se'l va acusar de no haver fet res, quan les autoritats nazis van preguntar que havien de fer amb els presoners republicans espanyols. El ministeri de Serrano va contestar que calia considerar-los apàtrides. Alguns d'aquests republicans van anar a parar a camps d'extermini. Aquest és el cas de l'anomenat "tren d'Angulema". El traductor de Hitler durant l'entrevista d'Hendaia, va dir als judicis de Nuremberg, que Serrano Suñer era un feixista de cap a peus. Durant els anys noranta la banca suïssa va fer públic un llistat de persones amb comptes "adormits" al país helvètic, de l'època de la segona Guerra Mundial. Ramón Serrano era titular de diversos dipòsits, en un moment en què ell tenia responsabilitats de govern. El carrer de Gandesa on es troba la casa materna, va portar el nom de Ramón Serrano Suñer, fins que l'ajuntament va decidir tornar a posar-li el nom original de carrer de Miravet. En 1984, sent nomenat fill adoptiu de Gandesa, llegeix el pregó de la festa major, sent alcalde Joaquim Jardí de CIU.

## Obra pròpia
- Serrano Suñer, Ramón. Entre Hendaya y Gibraltar, 1947.
- Serrano Suñer, Ramón. Entre el silencio y la propaganda. La historia como fue.  Barcelona: Planeta, 1977.